# Markku Kumpulampi
Markku Kumpulampi, född 29 maj 1939 i Jämsänkoski, är en finländsk före detta fotbollsspelare.
Han spelade 19 landskamper för Finlands landslag.